# Iyadani-ji

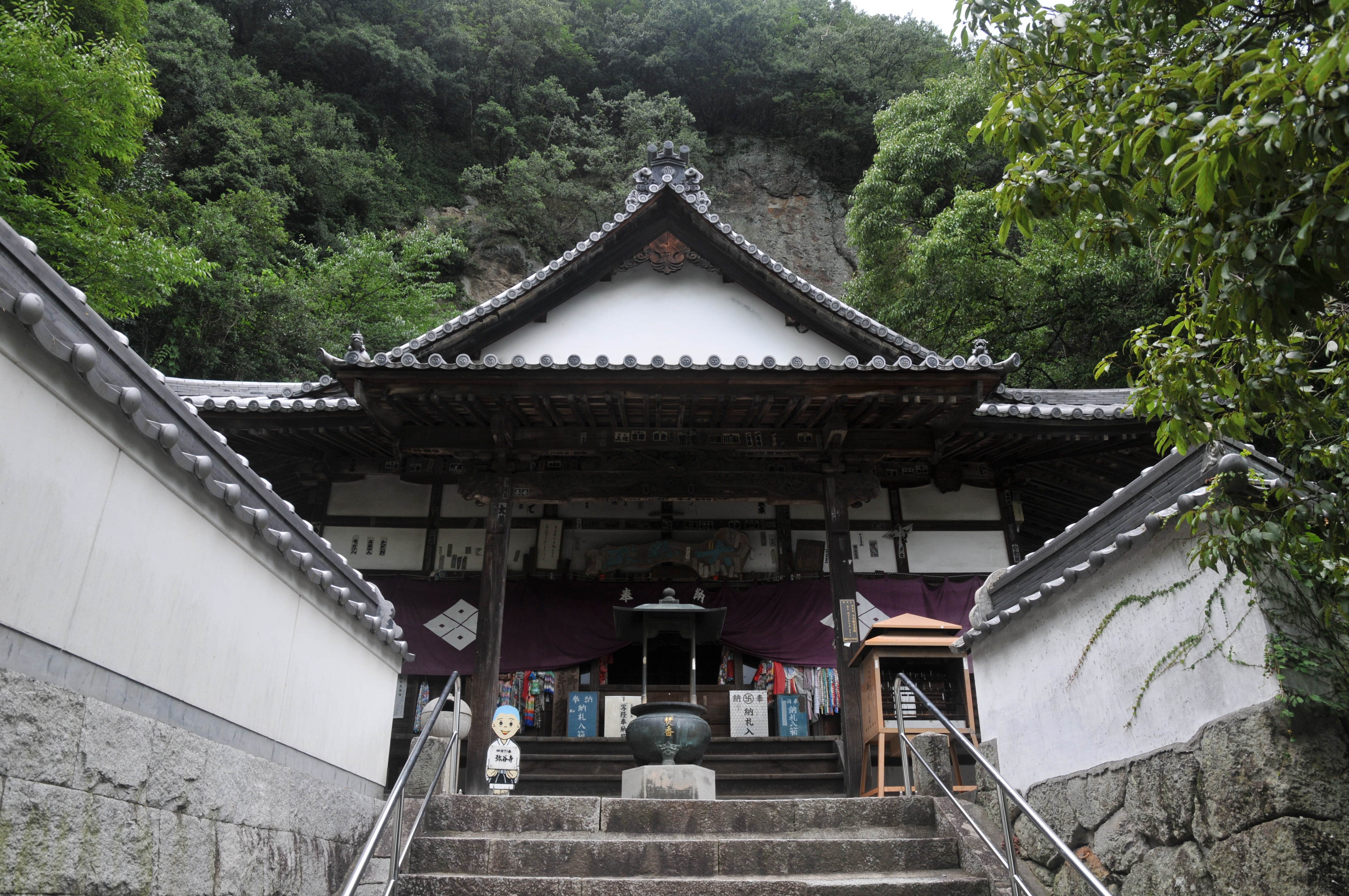
Die Haupthalle des Tempels

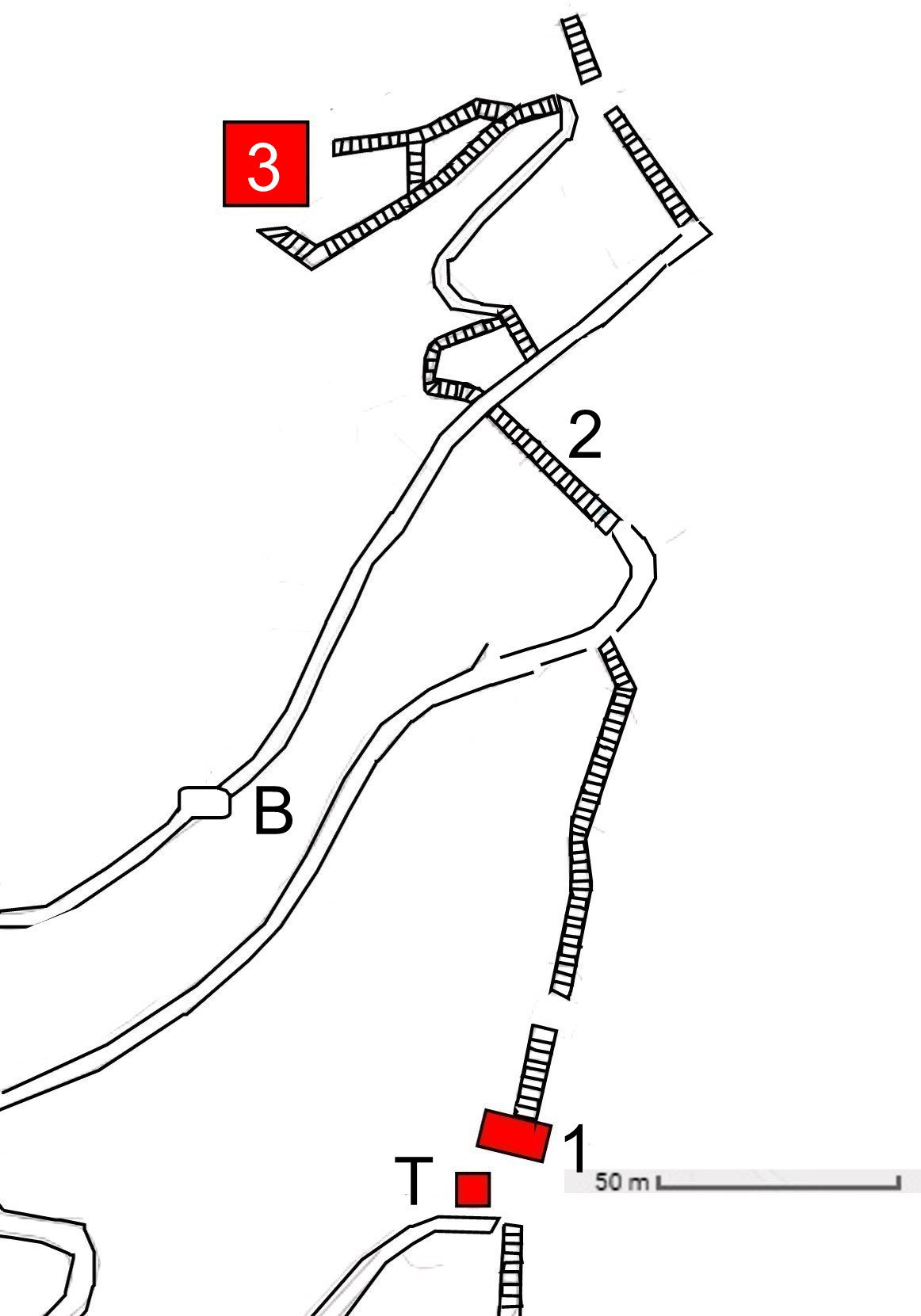
Plan des Tempels (s. Text)

Der Iyadani-ji (japanisch 弥谷寺) mit den Go Kengozan (剣五山) und Sentein (千手院) ist ein Tempel der Shingon-Richtung des Buddhismus, hoch am Hang des 382 m hohen Iyadani-Berges (弥谷山, Iyadaniyama) in Mitoyo (Präfektur Kagawa) gelegen. In der traditionellen Zählung ist er der 71. Tempel des Shikoku-Pilgerwegs.

## Geschichte
Auf Wunsch des Kaisers Shōmu soll Priester Gyōki eine kleine Tempelanlage angelegt haben, die dann zum Andenken an die Eltern der Kaiserin Kōmyō (光明皇后, Kōmyō-kōgō; 701–760) erweitert wurde. Auf jeden Fall besitzt der Tempel Schriften, die im Jahr 724 geschrieben sein müssen, so dass dieser wohl mindestens so alt, wenn nicht älter sein muss.
Der Iyadani-Berg als Ganzes galt von alters her als Sitz von Verstorbenen, und auch der Shingon-Buddhismus sieht es so. Daher pilgert man zu ihm, um der Toten zu gedenken.

## Anlage
Vor dem Tempeltor (仁王門, Niō-mon; 1) gibt es das Haiku-Teehaus (俳句茶屋, Haiku Chaya; T), das man noch mit dem Auto erreichen kann. Danach folgen lange, nicht sehr steile Steintreppen. Den Pilgerweg am Bach entlang bis zur Hōun-Brücke (法雲橋) wird „Feld der Opfergabe“ (賽の河原, Sai no kawahara), genannt. Er wird von zahlreichen Jizō-Figuren aus Stein gesäumt. Dann geht es über eine sehr steile Eisentreppe mit 108 Stufen (百八階段, Hyakuhachi Kaidan; 3) nach oben bis zur Gedenkhalle für den Tempelgründer, die Daishidō (大師堂). Hinter der Hall befindet sich die „Löwenhöhle“ (獅子窟, Shishikutsu). An den drei Seiten des Mandala-Podests stehen der Amida-Buddha, der Dainichi-Buddha und der heilige Jizō, als in natürlichen Felsen geschlagene Buddha-Darstellung. Wenn man dort betet, so werden alle Sünden von dem Löwen vernichtet.
Nach der Daishidō sieht man die Schatzpagode (多宝塔, Tahōtō), die „Zehnkönigshalle“ (十王堂, Jūōdō), den Glockenturm (鐘楼, Shōrō) und auch das Hikuni-Tal (比丘尼谷). In den Felswänden dort sind unzählige Gorintō und zwei- oder dreistöckige Pagoden eingemeißelt. Früher wurden dort das Haar oder Knochen eines Verstorbenen beigesetzt. Wenn man die Steintreppe vor dem Glockenturm hinaufsteigt, so kommt man zur „Bitthöhle“ (求聞待窟, Kumonjikutsu), in der sich eine Steinfigur des Dōhan Ajari befindet. Nach einer weiteren Treppe gelangt man zur Haupthalle (本堂, Hondō; 2), die an eine Felswand gebaut ist. – Man kann noch weiter nach oben steigen und hat dann einen schönen Blick auf die Sanuki-Ebene.
Auf dem Tempelgelände befinden sich zahlreiche Gräber, vor allem aus der Edo-Zeit. Die Steinstupa von Yamazaki Toshiie (山崎 俊家; 1617–1651), einem Chef des Yamazaki-Klans mit Sitz in Marugame und die von Kagawa Nobukage (香川 信景), der die Burg Amagiri (天霧城) – sie wurde 1585 aufgegeben – besaß, sind besonders bekannt.

## Schätze
Zu den Schätzen des Tempels gehören die „Kondō Gokorei“ (金銅五鈷鈴), ein Ensemble aus fünf vergoldeten Bronzeglöckchen. Sie stammen aus der Tang-Zeit und sind als Wichtiges Kulturgut Japans registriert.

## Bilder

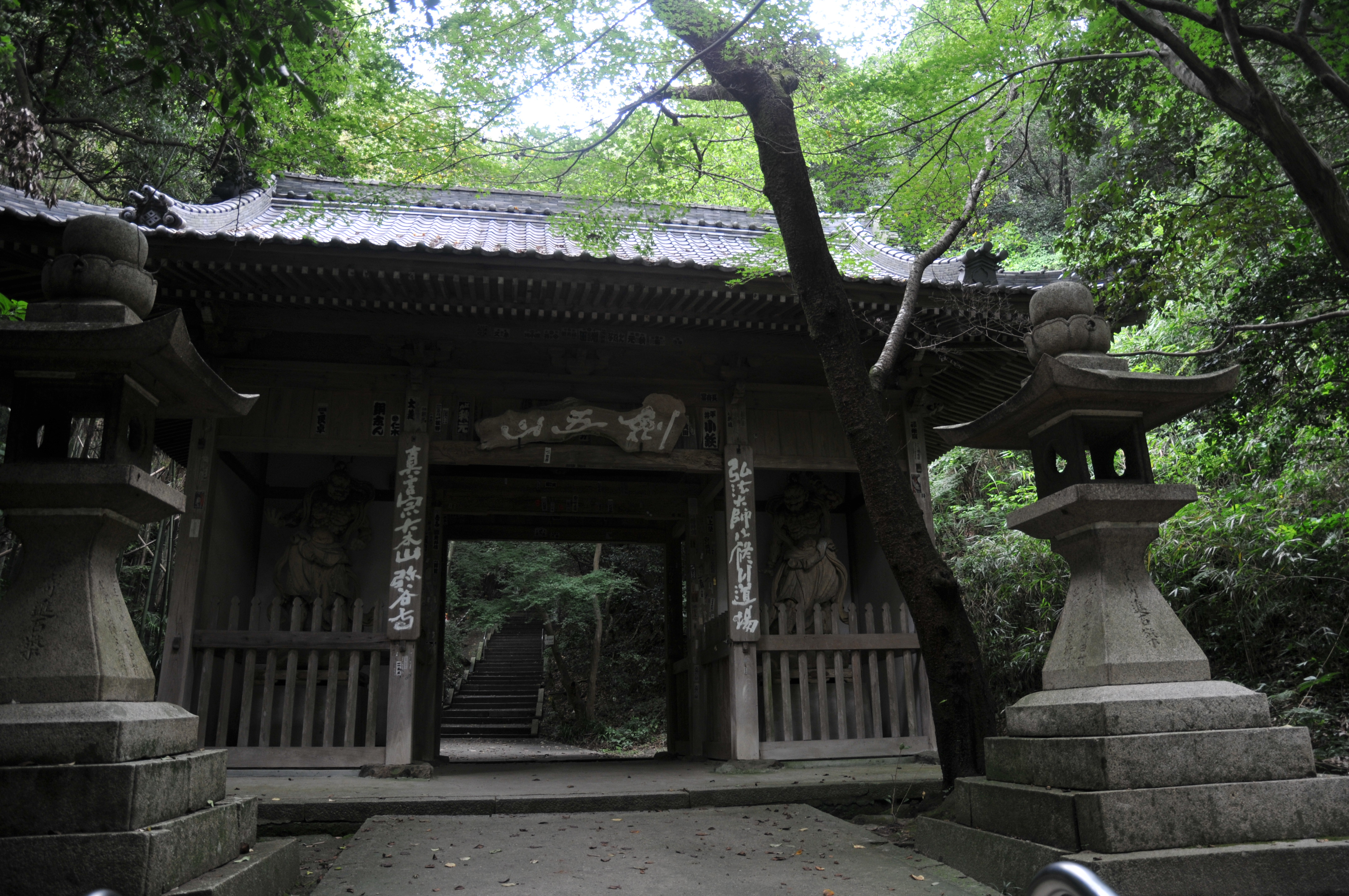
Tempeltor
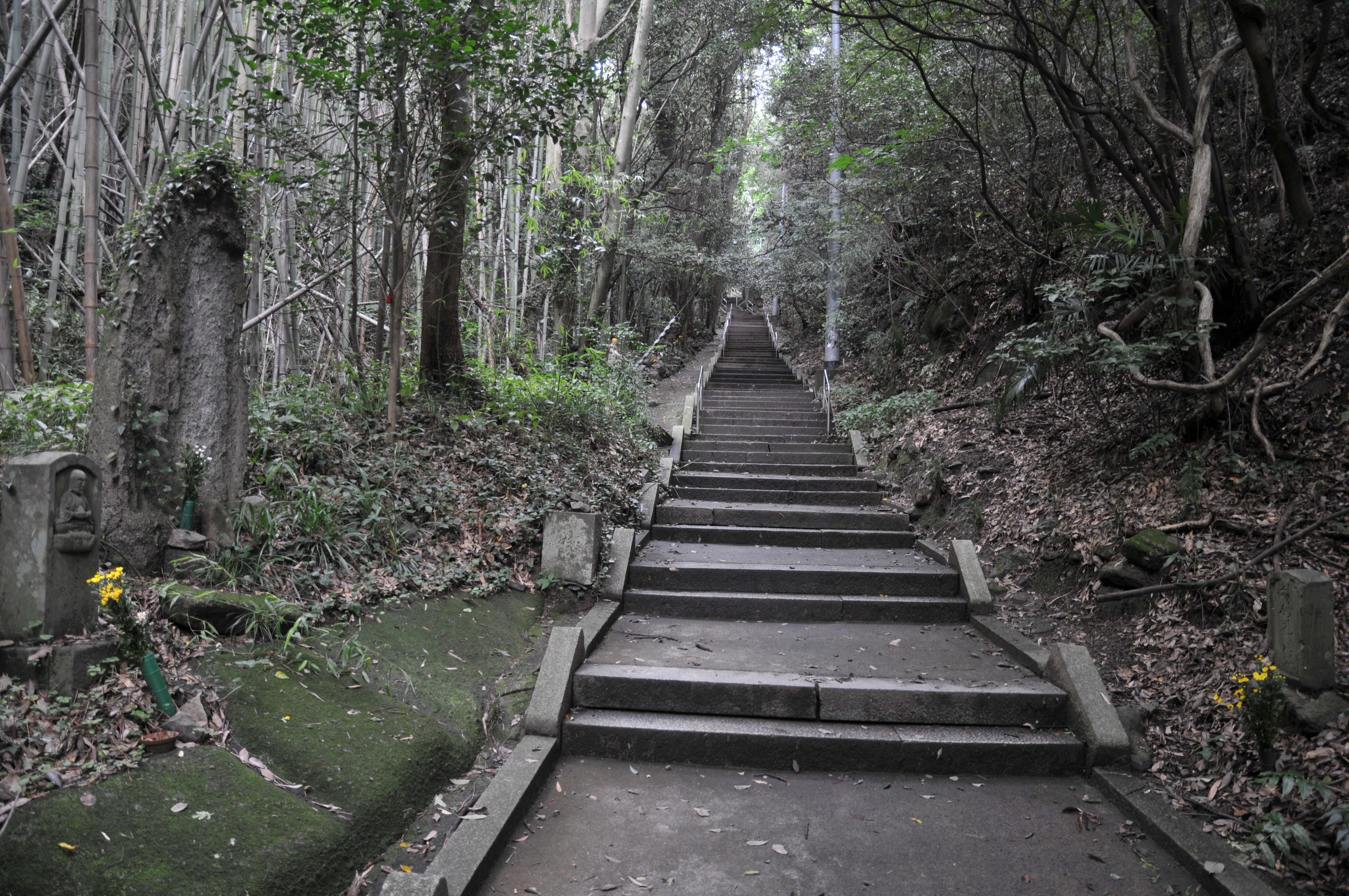
Steintreppe zum Tempel
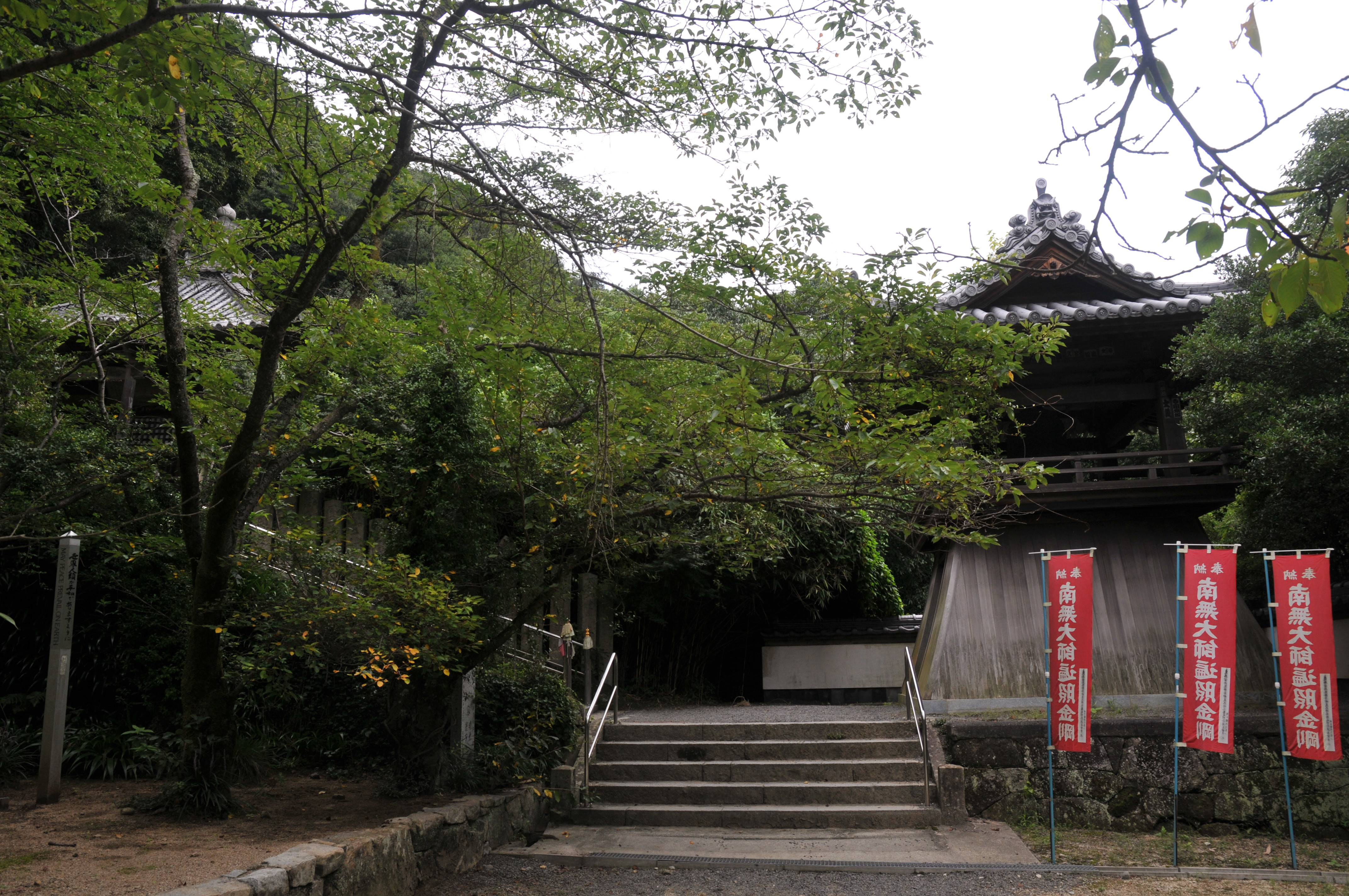
Glockenturm
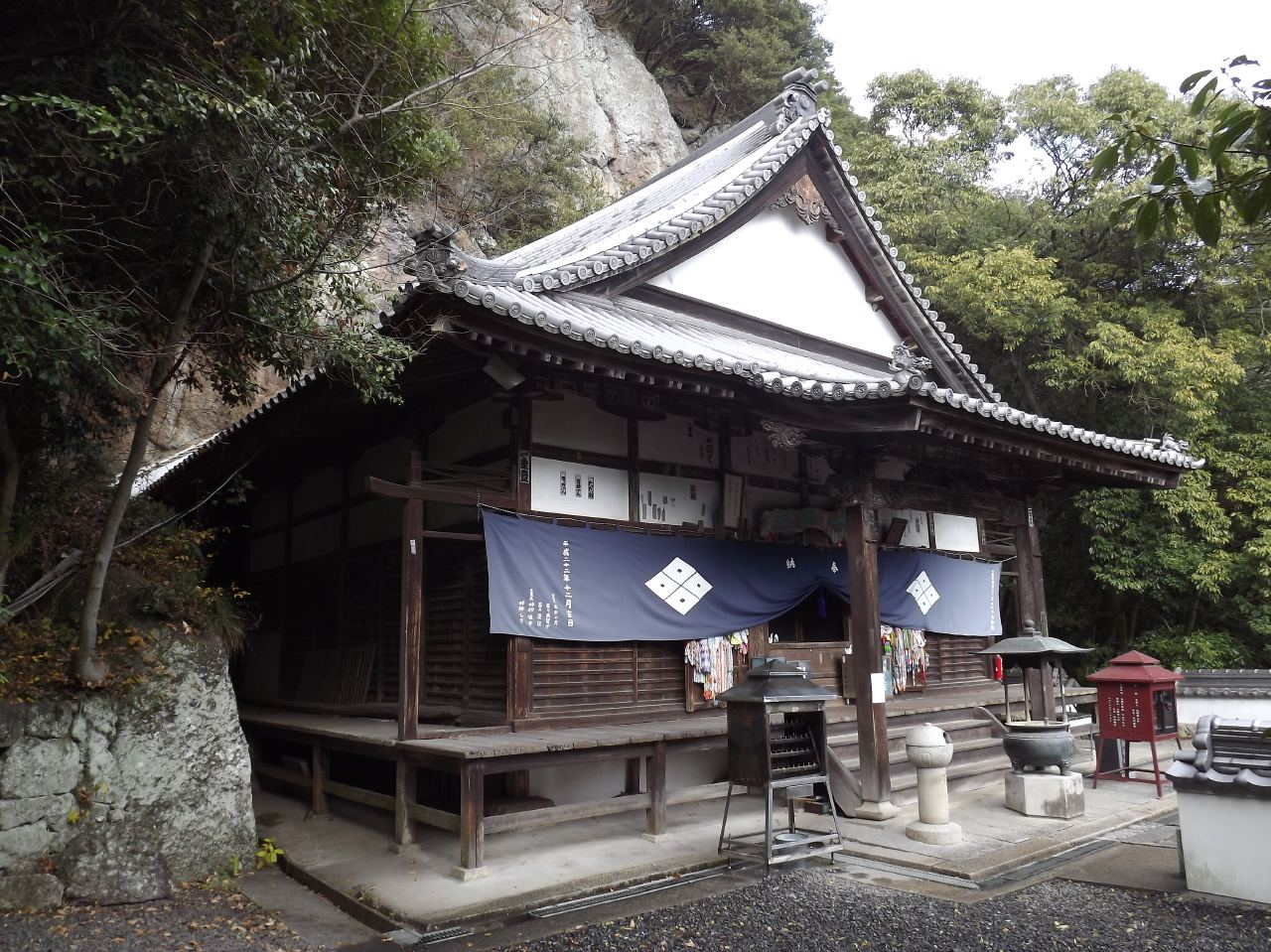
Haupthalle
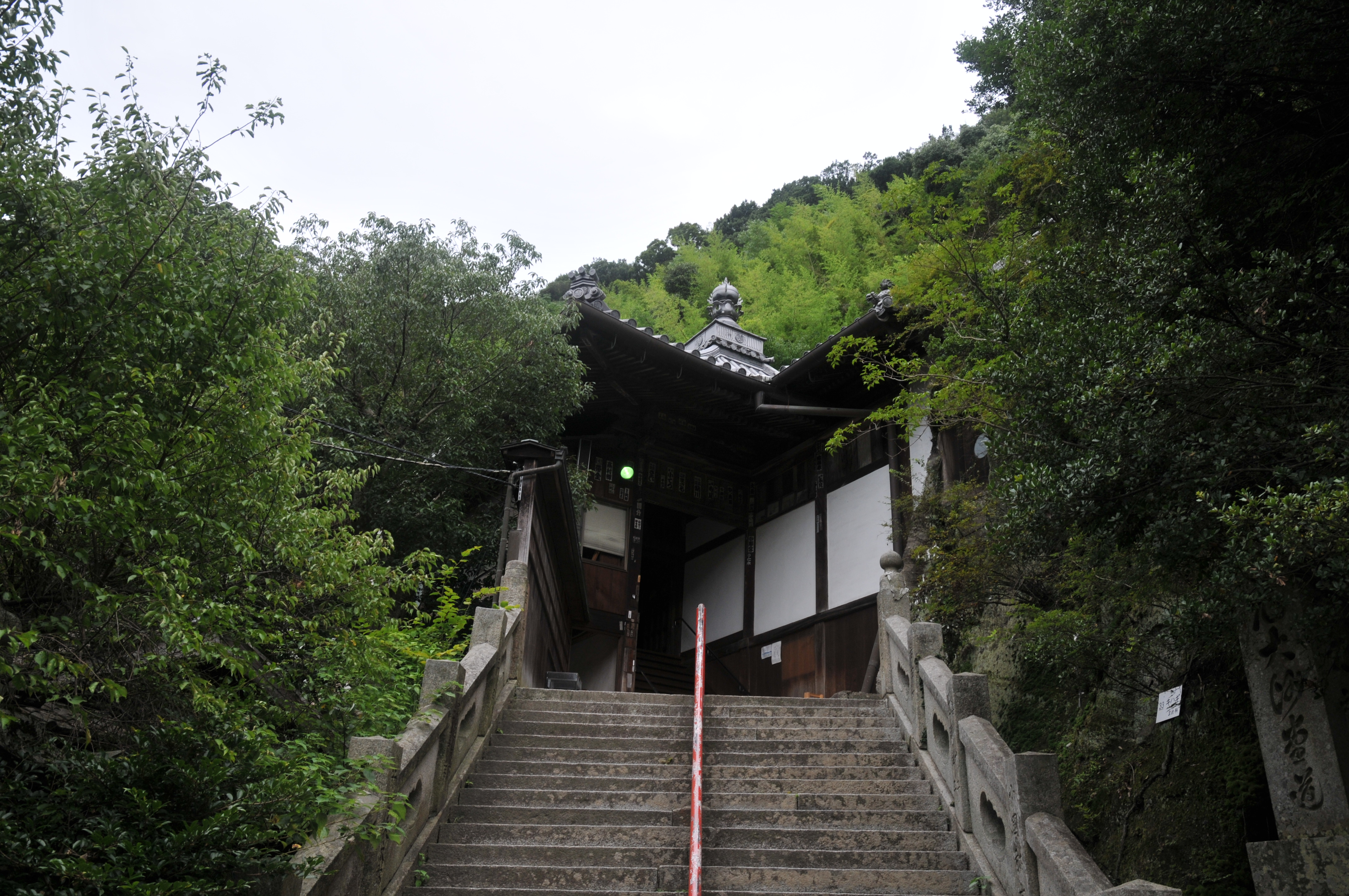
Daishidō
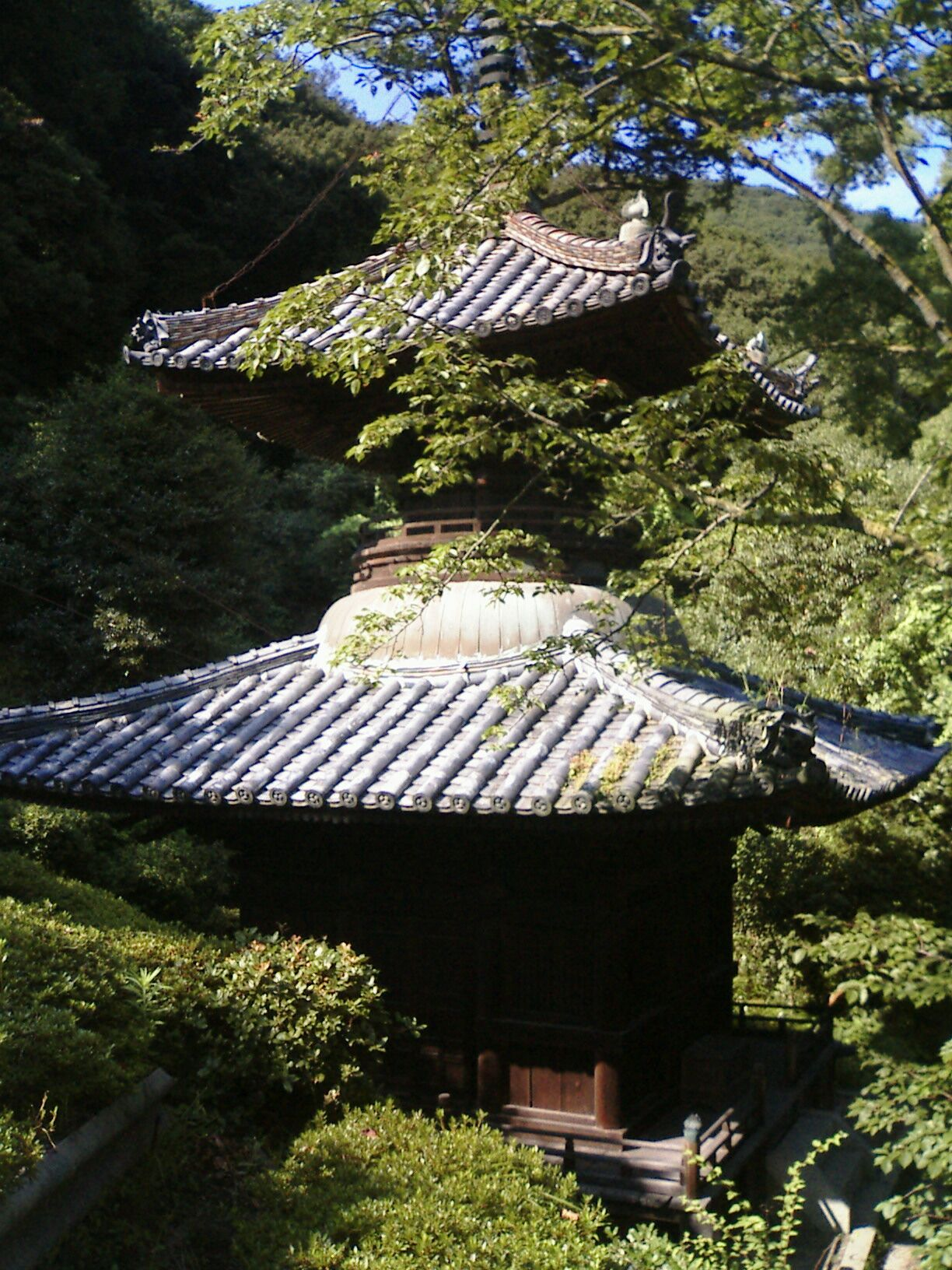
Schatzpagode
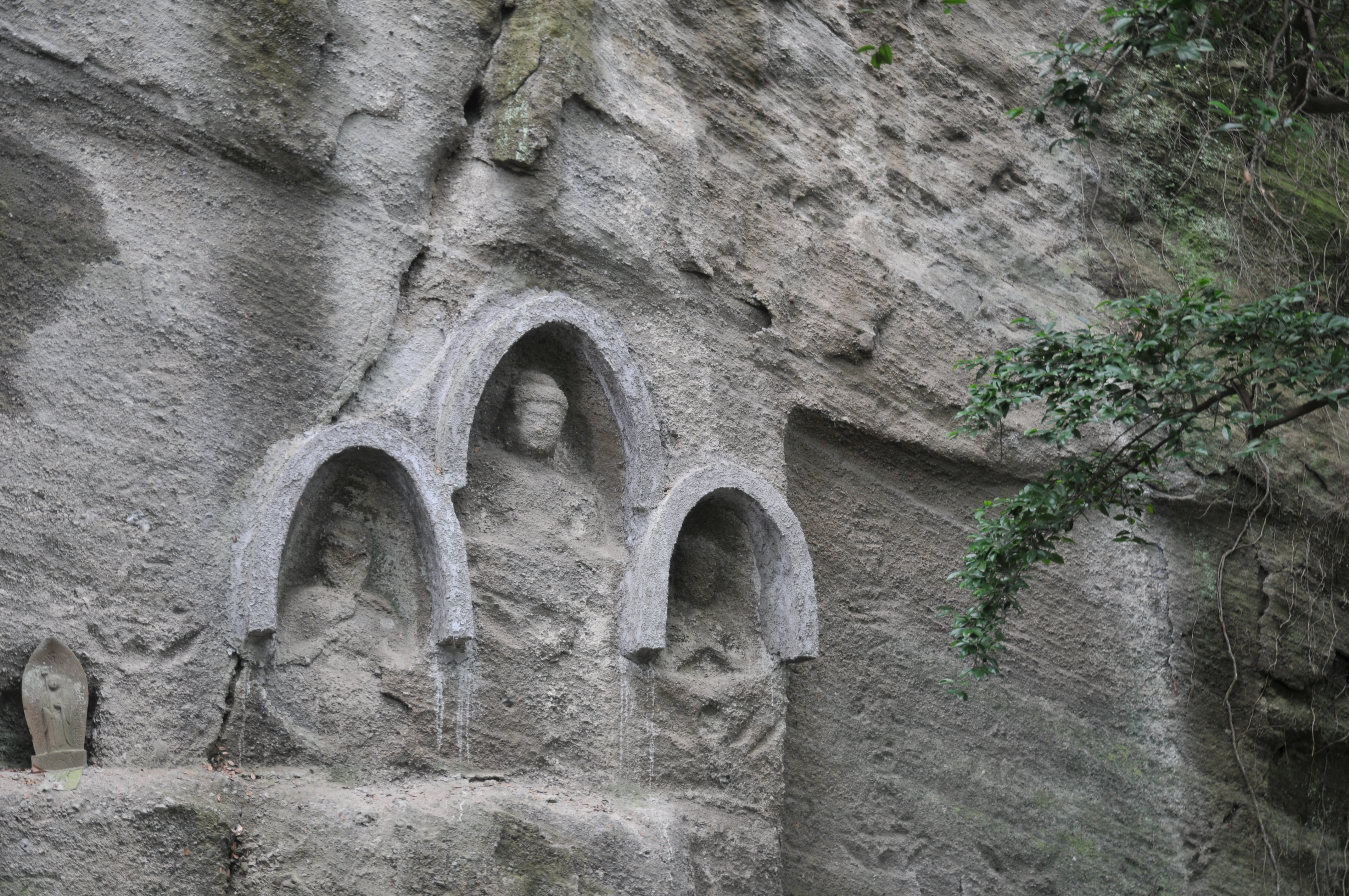
Trinität